# Haukipudas
.

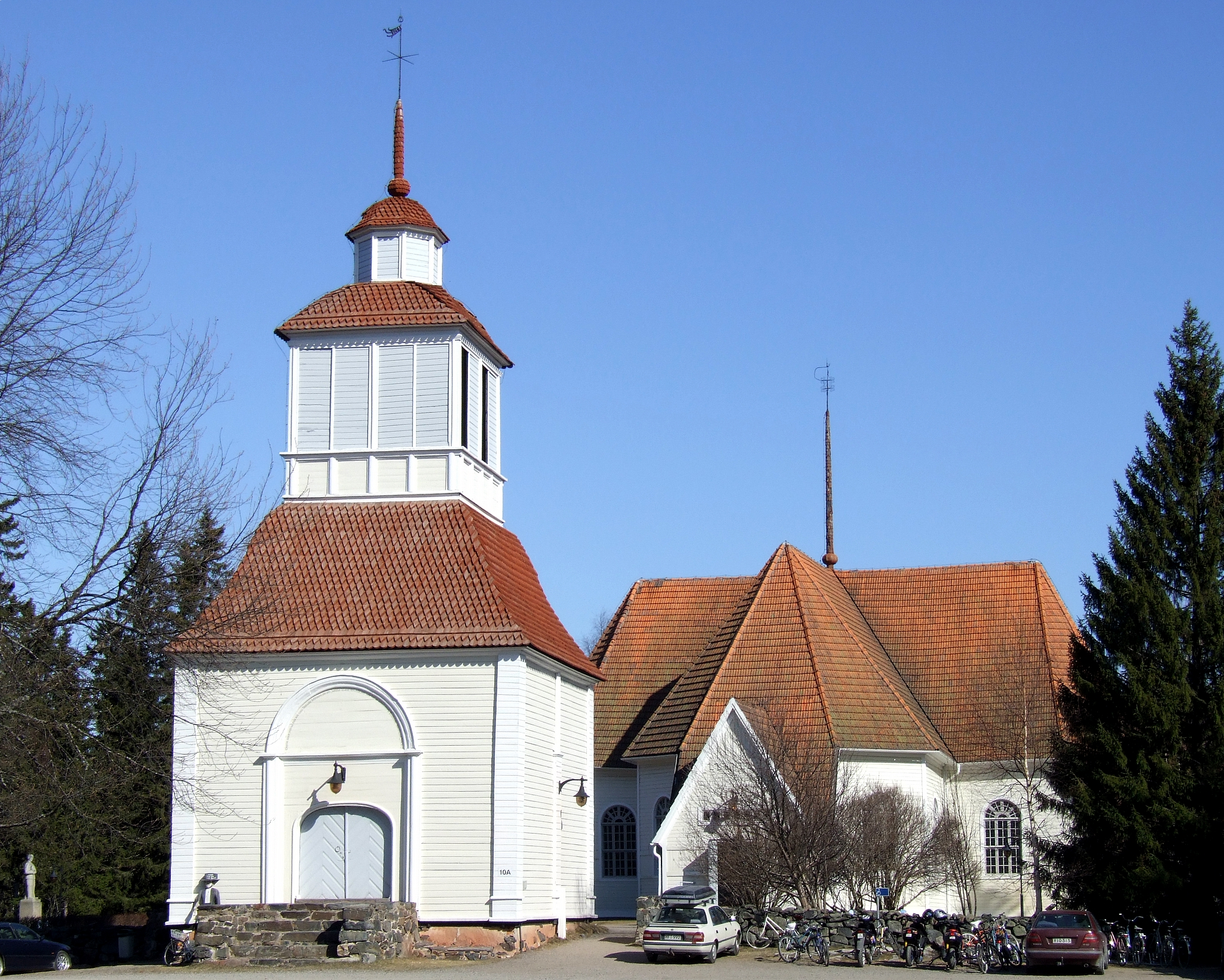
Iglesia de Haukipudas.

Haukipudas es un barrio de Oulu y anterior municipio de Ostrobothnia del Norte, Finlandia. Su costa se extiende desde el Golfo de Botnia. Posee una población de 18.115 habitantes (2007) y ocupa un área de 446,22 km², de los cuales 9,63 km² están cubiertos de agua. Su densidad de población es de 37,4 habitantes por km². En el 2013, junto con los municipios de Yli-Ii, Kiiminki y Oulunsalo, se unió a Oulu.